# Грицкање ноктију
Грижење ноктију (у стручној терминологији онихофагија) је честа навика, која се може сматрати и поремећајем понашања, односно психичким поремећајем. Чешћа је код дјеце него код одраслих, и нарочито се испољава у ситуацијама фрустрације и психичке напетости. Око 30% дјеце од 7 до 10 година гризе нокте у мањој или већој мјери, и око 45% адолесцената. Код одраслих је доста рјеђа појава.

## Лоше посљедице
Изгрижени врхови прстију могу постати врло осјетљиви на бол, обично на мјестима гдје се нокти спајају са кожом. Заноктице, које се често неправилно уклањају, остављају отворену кожу која је осјетљива на бациле и вирусе, које у пљувачки има доста, те може доћи до приштова и подноктица. Такође, прљавштина испод ноктију, која носи различите штетне микроорганизме, преноси се у уста те додатно повећава вјероватноћу да дође до неког обољења.
Поред тога, ружан изглед изгрижених ноктију доводи до мањих или већих проблема са околином, што може изазвати проблеме са самопоуздањем, друштвеном прихваћеношћу итд.

## Лијечење
Најчешћи третман, најјефтинији и најприступачнији, представља премазивање ноктију посебним, у апотекама доступним лаком, горког укуса, који је неотрован, а због одбојног укуса одвраћа особу од грицкања.
Лијечење грицкања ноктију помоћу бихевиоралне терапије у принципу се заснива на замјени те навике неком бољом, конструктивнијом, навиком. Ова терапија је пожељна кад друге, једноставније мјере, немају успјеха и кад се навика након краћег времена не изгуби сама од себе.